# 13005 Stankonyukhov
13005 Stankonyukhov este un asteroid din centura principală de asteroizi.

## Descriere
13005 Stankonyukhov este un asteroid din centura principală de asteroizi. A fost descoperit pe 18 septembrie 1982 la Observatorul de Astrofizică din Crimeea de Nikolai Cernîh. Asteroidul prezintă o orbită caracterizată de o semiaxă mare de 3,05 ua, o excentricitate de 0,17 și o înclinație de 12,4° în raport cu ecliptica.